# Ukrainska Vijskova Orhanizatsija
Ukrajinska Vijskova Orhanizatsija (ukrainska:Українська Військова Організація, fritt översatt Ukrainska militärorganisationen) förkortad UVO var en väpnad nationalistisk ukrainsk motståndsrörelse i det polska Lillpolen under åren mellan världskrigen. 

## Tillkomst
Organisationen skapades av tidigare medlemmar ur de Ukrainska legionen[källa behövs] i augusti 1920 i Prag, och UVO var en hemlig militär och politisk rörelse. Inledningsvis opererade UVO i alla länder med ukrainska minoriteter (Polen, Tjeckoslovakien, Sovjetunionen och Rumänien), men med tiden koncentrerade man sina aktiviteter enbart till Polen. Man var också aktiv bland den ukrainska diasporan i utlandet, framför allt i Tyskland, Litauen, Österrike och Danzig. Inledningsvis leddes den av Jevhen Konovalets (ukrainska:Євген Коновалець), som verkade för idén om väpnad kamp för ett självständigt Ukraina. 

## Verksamhet
Bortsett från militär utbildning av ukrainska ungdomar försökte UVO att förhindra alla former av samarbete mellan ukrainare och de polska myndigheterna. UVO var under 1920-talet inblandad i en bitter kamp med polackerna. Man behandlades hårt och hämnades därefter genom våldshandlingar. Man var dock snarare en militär skyddsgrupp än en underjordisk terroristorganisation. UVO genomförde ett antal attentat mot några av de mest kända polska och ukrainska politikerna, varav flera lyckades. Bland dessa fanns det misslyckade försöket att mörda Józef Piłsudski och vojvoden av Lwów Kazimierz Grabowski, den 25 september 1921. Man mördade 1922 den ukrainske poeten Sydir Tverdochlib och misslyckades 1924 i sitt attentat på Polens president Stanisław Wojciechowski, liksom med det på BBWR:s vice ordförande Tadeusz Hołówko. UVO organiserade 1929 ett attentat på den årliga industriutställningen Targi Wschodnie i Lwów (dagens Lviv). Terroristaktionerna från UVO blev en av orsakerna till bildandet av den polska Gränsförsvar Korpset.[källa behövs]

## Avveckling
Även om UVO formellt fanns kvar till andra världskriget, inlemmades organisationen åren 1929 till 1934 till att bli del av den nybildade Organisationen för ukrainska nationalister. Förutom Yevhen Konovalets, var de mest framstående ledarna inom UVO Andrij Melnyk och Yaroslav Indyshevskyi.